# Saratoga Springs (Utah)
Saratoga Springs è un comune degli Stati Uniti d'America, nella contea di Utah nello Stato dello Utah.